# Ел Делирио (Тапалпа)
Ел Делирио (шп. El Delirio) насеље је у Мексику у савезној држави Халиско у општини Тапалпа. Насеље се налази на надморској висини од 2397 м.

## Становништво
Према подацима из 2010. године у насељу је живело 5 становника.

### Хронологија
| Година       | 2000        | 2005       | 2010 |
| ------------ | ----------- | ---------- | ---- |
| Становништво | 19 (11 / 8) | 16 (9 / 7) | 5    |

### Попис
| # | Индикатор                     | Вредност |
| - | ----------------------------- | -------- |
| 1 | Укупно домаћинстава           | 17       |
| 2 | Укупно насељених домаћинстава | 2        |
| 3 | Величина локације             | 1        |